# Carl Lunding
Carl Frederik Christian Mathias Lunding (født 3. december 1838 i Fredericia, død 14. marts 1891 i København) var en dansk overlæge.
Lunding var søn af kabinetssekretær, kammerherre Vilhelm Lunding og Caroline Cathrine f. Frederichsen. Han blev student fra Borgerdydskolen i København i 1857. Senere blev han ansat i hærens lægekorps, hvor han fungerede som underlæge fra 1864. Han var efterfølgende ansat på Frederiksberg Hospital og Fødselsstiftelsen og blev overlæge i 1879.
Lunding forblev ugift, men var far til forfatter Carl Bratli.